# Эберль, Ирмфрид
Ирмфрид Георг Рольф Эберль (нем. Imrfried Georg Rolf Eberl; 8 сентября 1910, Брегенц, Австро-Венгрия — 16 февраля 1948, Ульм, Американская зона оккупации Германии) — австрийский врач, руководитель учреждений по эвтаназии в Бранденбурге и Бернбурге, комендант лагеря смерти Треблинка.

## Биография
Ирмфрид Эберль родился 8 сентября 1910 года в семье инженера Франца Эберля. Из-за национал-социалистических убеждений его отец, инспектор промыслового надзора в Форарльберге, был уволен с государственной службы. С 1928 года изучал медицину в университете Инсбрука. 8 декабря 1931 года вступил в НСДАП (билет № 687095).
В феврале 1935 года получил докторскую степень по медицине, поступил на работу в больницу в Вене и стал ассистентом в санатории по лечению лёгких в Гримменштайне. Поскольку его членство в нацистской партии не позволило Эберлю получить постоянную работу в Австрии в 1936 году он переехал в нацистскую Германию. В своей биографии 4 ноября 1934 года он писал:
С летнего семестра 1932 года и до роспуска немецкого студенческого сообщества в мае 1933 года я был руководителем управления по физической культуре по поручению национал-социалистического союза студентов. В январе 1933 года как представитель национал-социалистического союза студентов я был избран в инсбрукскую студенческую палату. Кроме того, я принадлежал к 1-й моторизованной роте и 14-й моторизованной роте Штурмовых отрядов (СА). По этой причине 
австрийское правительство отказало мне в приеме на работу в качестве врача.
В Германии работал в немецком институте гигиены в Дрездене, управлении по народному благосостоянию в гау Магдебург-Анхальт в Дессау, санатории по лечению лёгких Биркенхааг в Лихтерфельде и спасательной службе Берлина, пока как научный работник не был переведён в главное управление здравоохранения в Берлине.
В 1937 году женился на Рут Рем (1907—1944), которая была руководителем одного из отделов в женском управлении Германского трудового фронта.
В январе 1940 года вместе с другими врачами акции Т-4 участвовал в пробном испытании газа на больных пациентах санатория Бранденбурга. 1 февраля 1940 года стал руководителем учреждения по эвтаназии в Бранденбурге. Эберль сам проводил все операции по использованию газа. В его сохранившемся карманном дневнике указано, что первые евреи были уничтожены газом 10 июля. В ноябре 1940 года стал начальником учреждения по эвтаназии в Бернбурге.
В январе 1942 года в составе Органиации Тодта был отправлен на Восточный фронт для ухода за раненными и их транспортировки в тыловые госпитали. 24 апреля 1942 года в построенном, но ещё не открытом лагере Собибор принял участие в пробном испытании газа. Летом 1942 года стал комендантом лагеря смерти Треблинка. В конце июня 1942 года Эберль писал жене:
Последние дни проходили в спешке, тем более, что строительные работы подходят к концу, и мы не успеваем к 1 июля, но хотим как можно меньше его превышать. На этой неделе я окончательно перееду в Т. Мой адрес там: унтерштурмфюрер СС доктор Эберль, Треблинка, зондеркоманда СС.
22 июля 1942 года началась ликвидация Варшавского гетто. На следующий день первые евреи прибыли в Треблинку из Варшавы. Через неделю Эберль написал жене:
Я знаю, что мало пишу в последнее время, однако не могу это изменить, поскольку последние недели в Варшаве сопровождались невообразимой спешкой, так же как и здесь в Треблинке установился совершенно захватывающий темп. Если бы у меня было четыре части и 100 часов в день, то и этого, вероятно, было бы недостаточно.
В конце августа 1942 года механизм уничтожения Треблинке рухнул: тысячи трупов лежали по всей территории лагеря, а персонал не успевал их хоронить в братских могилах. Эберль был снят с поста и начальником лагеря стал Франц Штангль. Впоследствии Эберль вернулся в учреждение по эвтаназии в Бернбург, в котором работал до июля 1943 года. 31 января 1944 года был призван в вермахт.
После окончания войны поселился в Блаубойрене, где занимался медицинской практикой и в 1946 году женился во второй раз. Летом 1947 года генеральная прокуратура Штутгарта от американских военных узнало, что бывший руководитель центра эвтаназии в Бернбурге живет и работает врачом в Блаубойрене. Допрос Эберля американскими и немецкими властями ничего не дал. 30 декабря 1947 года прокуратура Бернбурга в советской зоне оккупации потребовала задержания Эберля. 8 января 1948 американская оккупационная администрация поместила Эберля в следственный изолятор, однако установить его личность не удалось. 9 февраля 1948 года бывшая медсестра, работавшая в учреждении по эвтаназии  Графенек, во время допроса в земельном управлении уголовной полиции в Тюрингии опознала Эберля по предъявленной фотографии. 16 февраля 1948 года покончил жизнь самоубийством, повесившись в своей камере.